# BMW iX
BMW iX – elektryczny samochód osobowy typu SUV klasy wyższej produkowany pod niemiecką marką BMW od 2021 roku.

## Historia i opis modelu

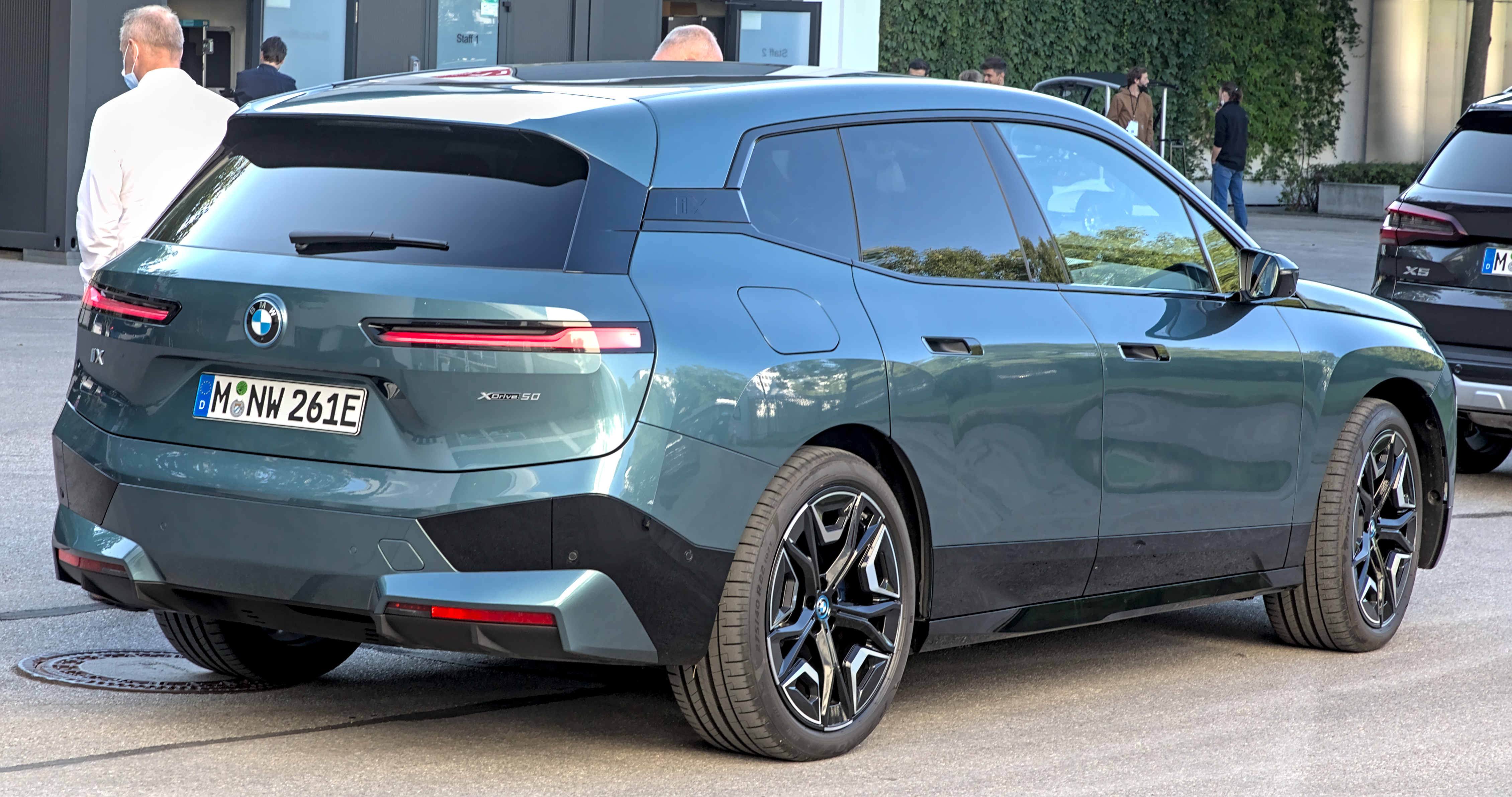
BMW iX - tył

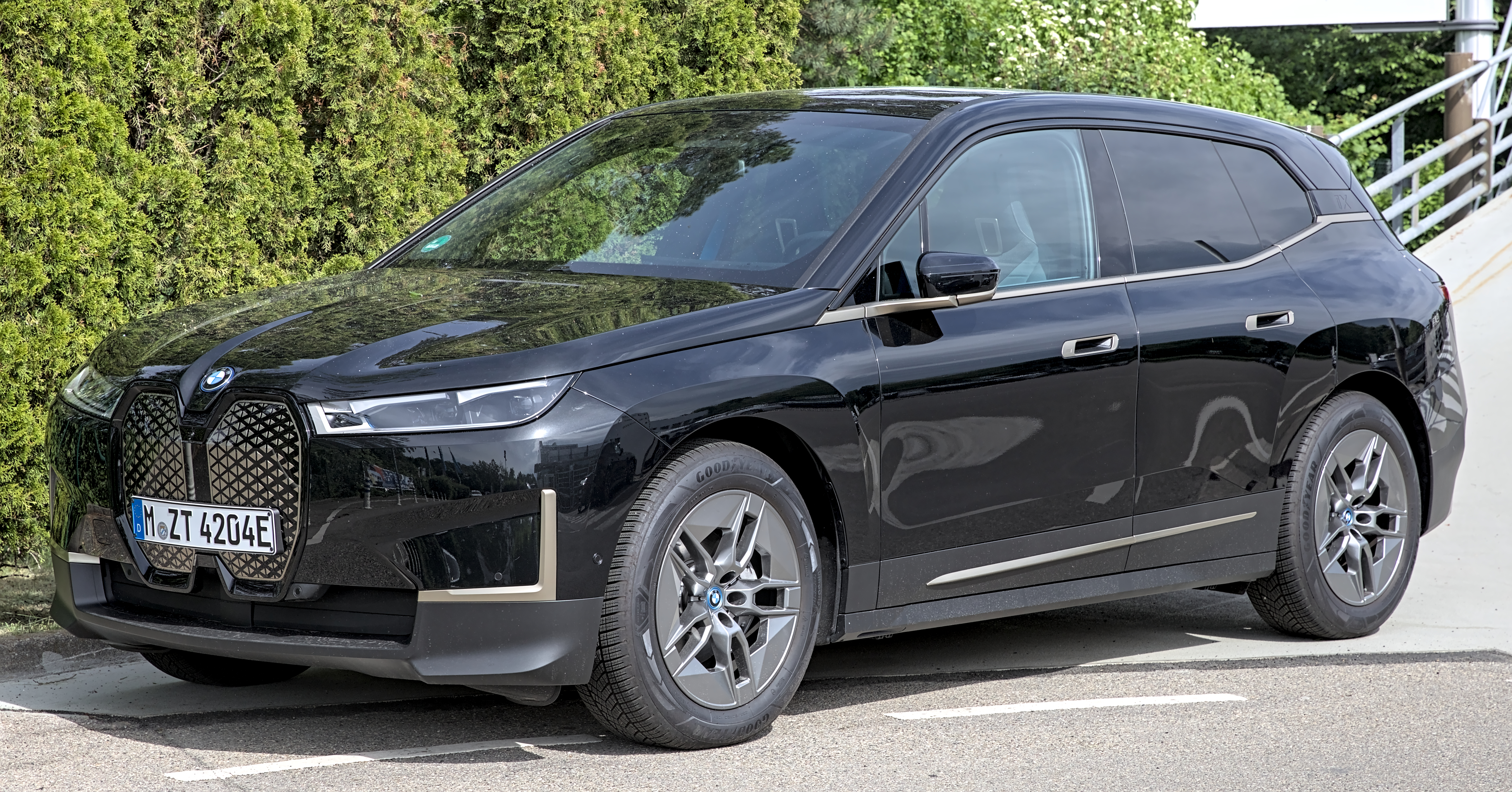
BMW iX xDrive40

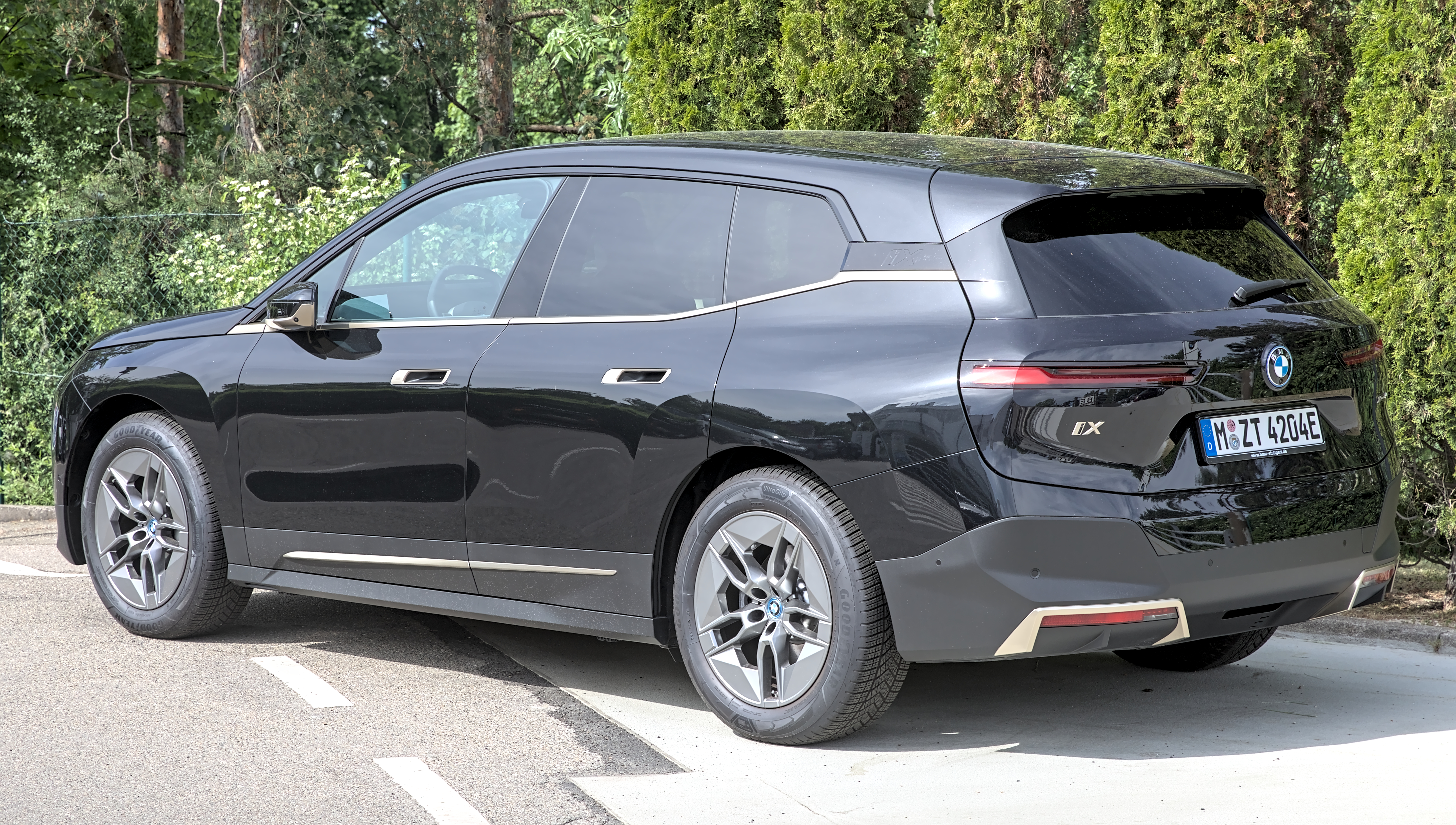
BMW iX xDrive40 - tył

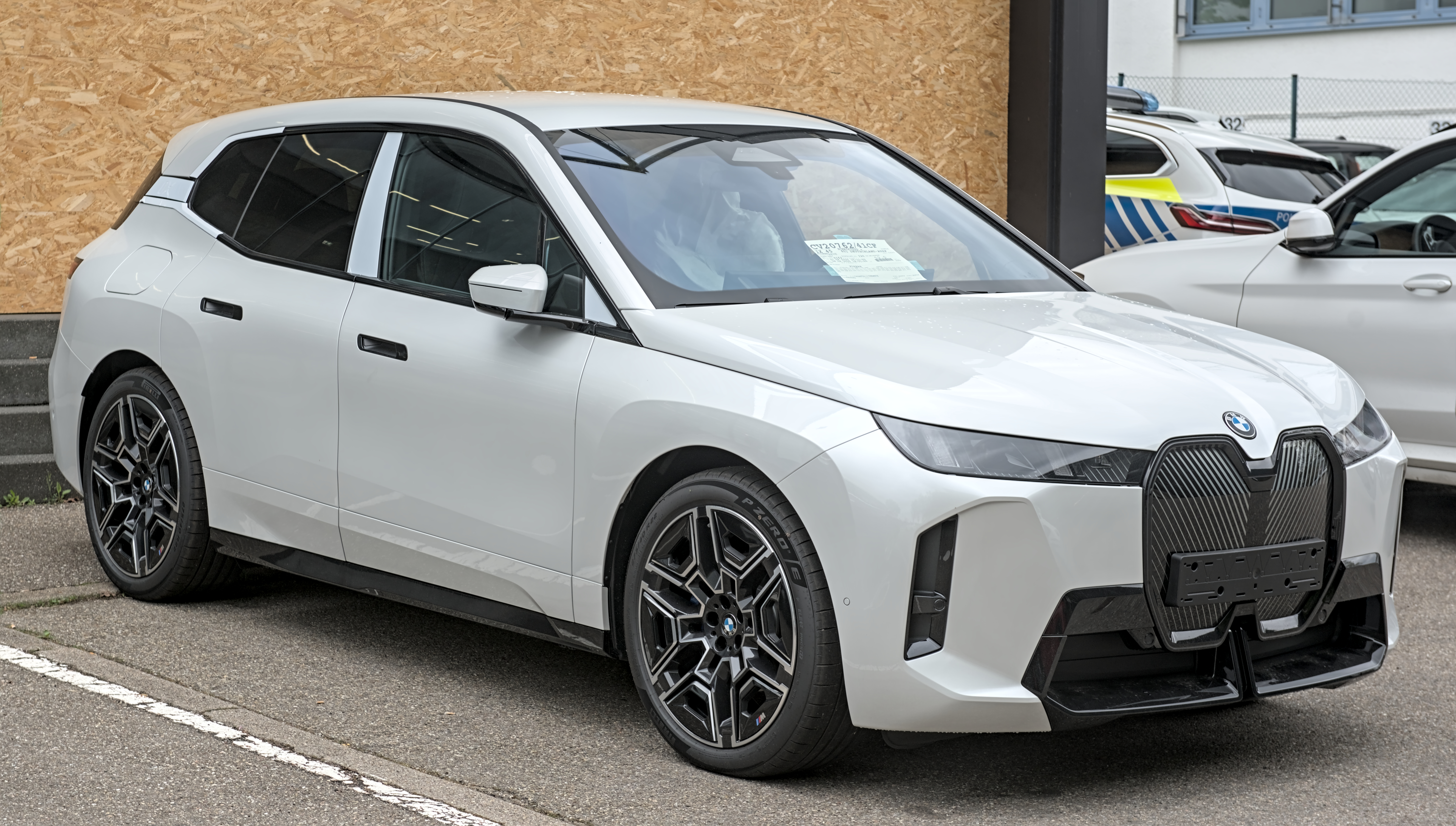
BMW iX (I20) po liftingu

Studyjną zapowiedzią pierwszego SUV-a BMW o napędzie elektrycznym był prototyp BMW Vision iNEXT Concept przedstawiony we wrześniu 2018 roku. Testy głęboko zamaskowanych przedproducyjnych egzemplarzy rozpoczęły się w lutym 2019 roku, przez kolejne miesiące 2019 roku spekulując, że pojazd otrzyma nazwę BMW iNext, BMW iX5 lub BMW iX6, a późniejszym czasie - BMW iX, które okazało się być oficjalną nazwą produkcyjnej wersji pojazdu. 
Oficjalna premiera BMW iX jako pierwszego SUV-a niemieckiej firmy z napędem elektrycznym odbyła się 11 listopada 2020 roku podczas transmitowanego w internecie wydarzenia. Wyższej klasy SUV wielkością odpowiada spalinowym modelom X5 i X6, reprezentując nowy, awangardowy język stylistyczny BMW. Prace nad stylizacją nadwozia BMw iX nadzorował hongkoński projektant z zespołu stylistów niemieckiej firmy, Tianyuan Li.
Samochód w obszernym zakresie odtworzył stylistykę prototypu z 2018 roku, wyróżniając się futurystycznymi i awangardowymi akcentami jak wąskie reflektory oraz tylne lampy wykonane w technologii LED, muskularne tylne nadkola, kolorowe akcenty w nadwoziu oraz masywna, dwuczęściowa imitacja atrapy chłodnicy rozpościerająca się od krawędzi maski do dolnej części zderzaka jako nietypowa interpretacja typowych dla BMW nerek.
Kabina pasażerska utrzymana została w awangardowym wzornictwie, charakteryzując się wykończeniem foteli, boczków drzwi i deski rozdzielczej z dostępnej w różnych kolorach alcantary, a także brakiem tunelu środkowego w miejscu łączenia się deski rozdzielczej, wąskim pasem nawiewów oraz brakiem paneli z przełącznikami. Sterowaniem funkcjami radia, klimatyzacji czy systemu multimedialnego najnowszej generacji kierowca zajmuje się za pośrednictwem centralnego, dotykowego wyświetlacza o przekątnej 15 cali. Nietypowym rozwiązaniem jest też sześciokątna kierownica w dwuramiennej formie, a także cyfrowe wskaźniki.

### Lifting
W styczniu 2025 roku samochód przeszedł delikatny lifting. Największą nowością w gamie wariantów napędowych jest wersja xDriveM70. Zwiększono również pojemność akumulatora bez powiększania jego gabarytów i masy. Na zewnątrz zmieniono lekko kształt zderzaków. Lampy z przodu i z tyłu zostały dyskretnie przeprojektowane. Nerki przyjęły nową fakturę. Od tej pory usportowione warianty mają trójramienną kierownicę, a bazowe wersje dwuramienną. Po za tym pakiet M Pro jest dostępny w każdym modelu. 

### Sprzedaż
W momencie premiery w listopadzie 2020 roku, BMW iX było jeszcze w fazie rozwojowej, zapowiadając debiut rynkowy na rok później. Produkcja pojazdu rozpoczęła się latem 2021 roku w niemieckich zakładach BMW w Dingolfing, z kolei dostawy pierwszych egzemplarzy do nabywców wyznaczono na listopad 2021 roku na rynkach globalnych.

### Dane techniczne
Układ napędowy BMW iX tworzą dwa silniki elektryczne, za to parametry różnią się w zależności od wariantu. Podstawowy xDrive40 rozwija moc 300 KM i rozpędza się do 100 km/h w 6 sekund, za to dzięki baterii o pojemności 71 kWh pojazd może przejechać na jednym ładowaniu w zależności od warunków jazdy od 372 do 425 kilometrów. Podstawowa ładowarka o mocy 11 kW pozwala uzupełnić akumulatory do 100% w 7,5 godziny, z kolei szybka ze złączem CCS - w 35 minut. Topowa wersja xDrive50 osiąga moc 500 KM, rozwijając 100 km/h w 4,6 sekundy. Na jednym ładowaniu pojazd może przejechać maksymalnie od 549 do 630 kilometrów, w zależności od warunków jazdy. Pozwala na to bateria o pojemności 105 kWh, której uzupełnienie od 0 do 80% za pomocą szybkiej ładowarki ze złączem typu CCS jest możliwe w 39 minut. Klasycznym złączem typu 2 z mocą 11 kW uzupełnienie akumulatorów do pełna zajmuje z kolei 11 godzin. 

## Fakty

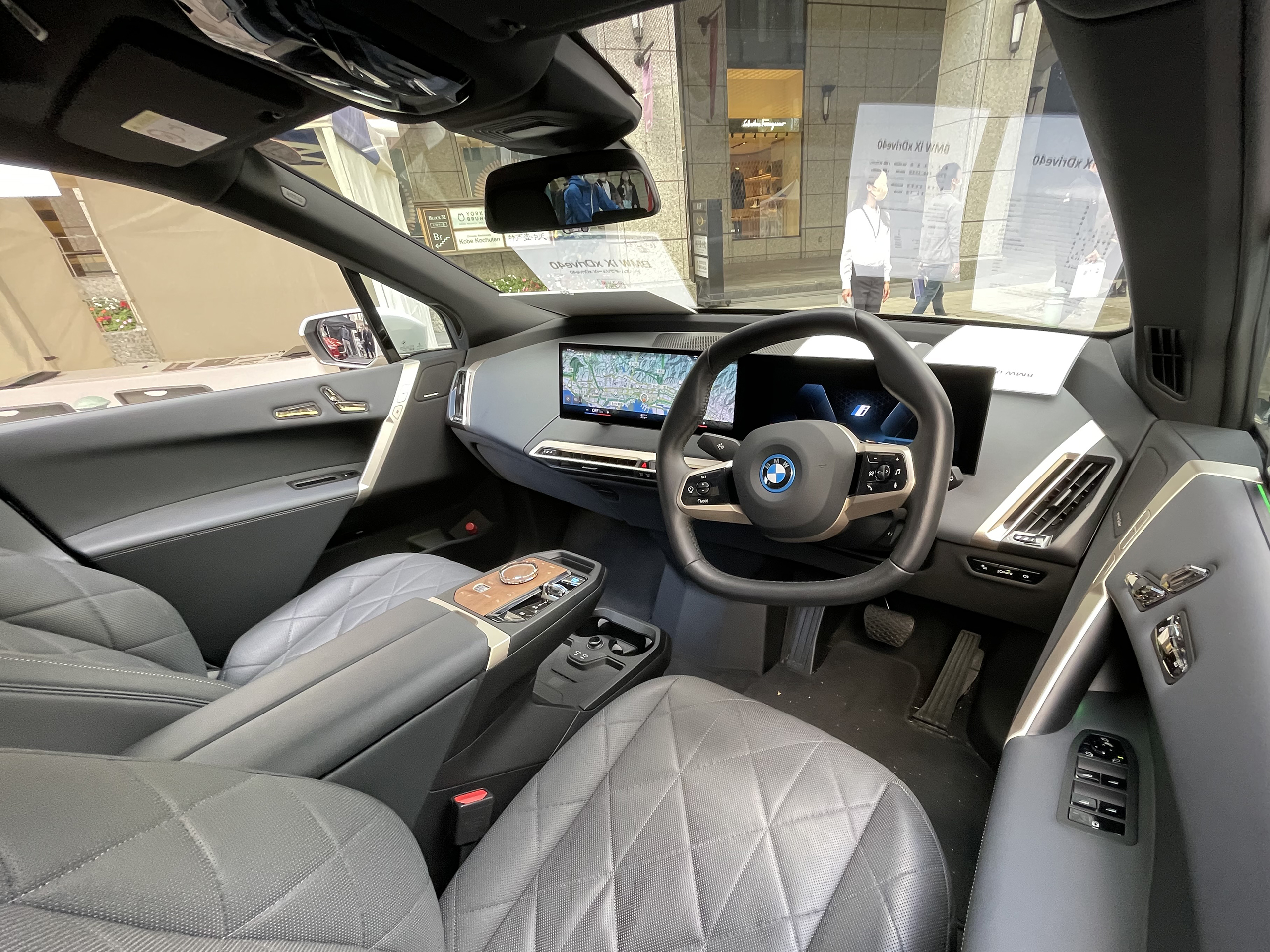
BMW iX - kabina pasażerska

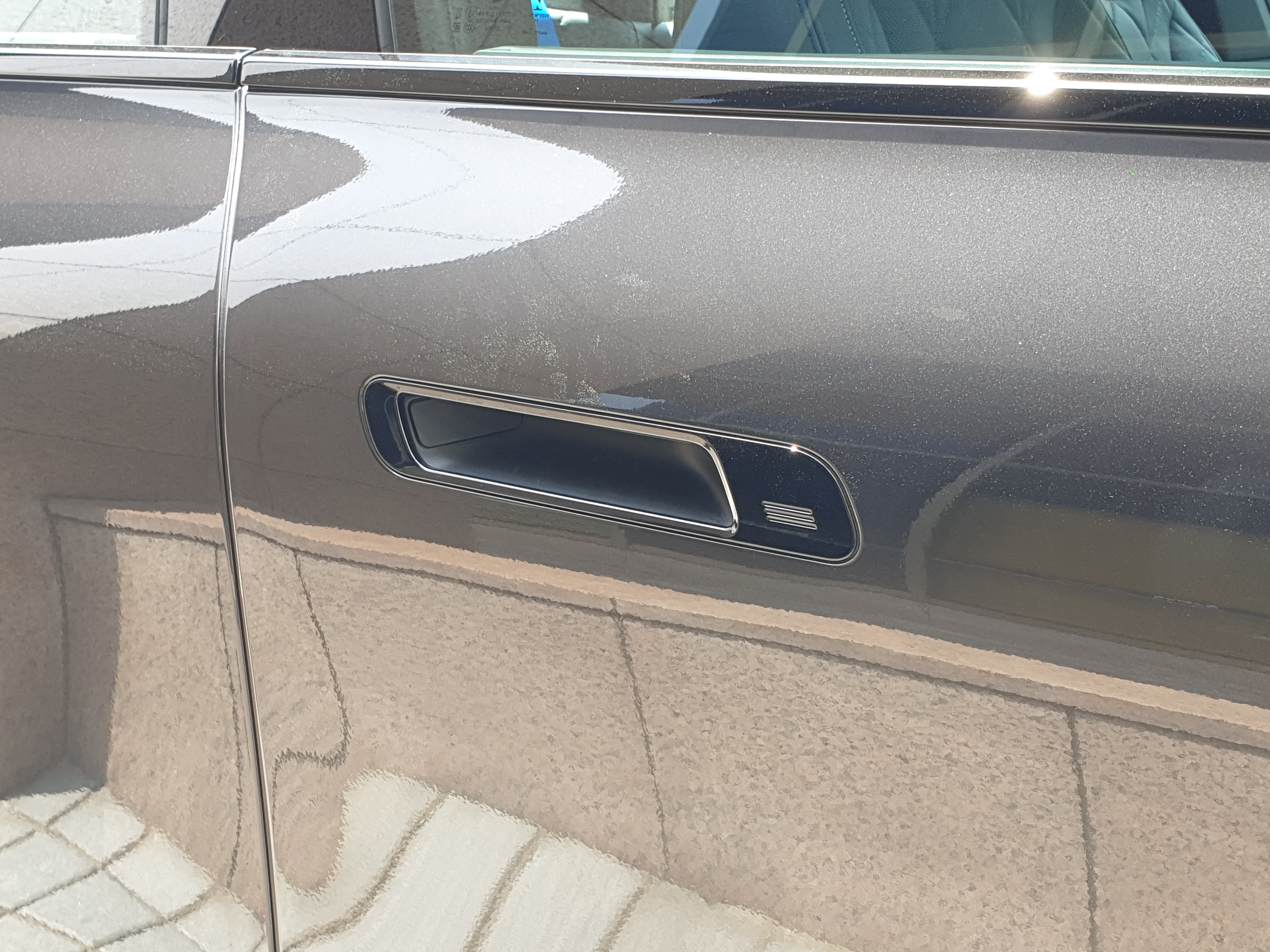
BMW iX - chowane klamki

- BMW iX jest pierwszym w historii pojazdem niemieckiego producenta, który wyposażony został w sześciokątne koło kierownicy spłaczone u dołu. Jego kształt podyktowano zapewnieniem lepszej widoczności cyfrowych wskaźników[19].
- Podobnie jak w przypadku pierwszego samochodu elektrycznego BMW, małego hatchbacka i3 z 2013 roku, do wykonania kabiny pasażerskiej zastosowane zostały materiały pozyskane z recyklingu[20].
- Podczas projektowania kabiny pasażerskiej utrzymanej w nurcie futurystycznego minimalizmu, głównym źródłem inspiracji podczas jej aranżacji był nowoczesny loft[21].
- Kształt nadwozia BMW iX został zoptymalizowany pod kątem właściwości aerodynamicznych i jak najmniejszego poziomu oporu powietrza. Współczynnik Cx wynosi 0,25[22].
- Awangardowa stylizacja BMW iX przez autorów projektu została określona jako monolityczna, niczym kamień ze ściętymi fasadami i mająca nadać projektowi charakter[23]. Stylizację pojazdu ostro skrytykował jednak projektant pierwszej generacji BMW X5 Frank Stephenson, który zarzucił, że BMW iX to samochód, który praktycznie stracił swoją duszę i jest zbyt statyczny[24].
- Wygląd BMW iX wzbudził duże kontrowersje i falę krytyki także wśród opinii publicznej w internecie[25][26]. W odpowiedzi na negatywne komentarze, BMW na swoim profilu na Twitterze zacytowało jeden z wpisów, którego autor wzywał firmę do powrotu do robienia prawdziwych BMW i odpowiedziało popularnym wśród młodzieży złośliwym zformułowaniem OK boomer, dodając Jaki jest twój powód do braku zmian?[27]. Odpowiedź BMW na krytykę w sieci była szeroko komentowana w mediach motoryzacyjnych[28][29][30]. 3 dni po opublikowaniu wpisu, BMW przeprosiło za swój komentarz, zastrzegając, że słucha swoich klientów niezależnie od wieku[31][32].
- Ponowną falę krytyki wywołała kampania reklamowa iX w styczniu 2021 roku, która została skierowana do młodych odbiorców. Niemieckiej firmie zarzucono alienację i odrzucanie starszych klientów[33].